# 百千糸
百千 糸（ももち いと、11月29日- ）は、元宝塚歌劇団宙組娘役。
埼玉県草加市出身。出身校は上野学園高等学校。公称身長158cm。愛称は「ちもも」「ももち」「いとちゃん」。

## 略歴
- 2004年、宝塚音楽学校に入学。
- 2006年、第92期生として宝塚歌劇団に首席（48人中）[2]入団。宙組公演『NEVER SAY GOODBYE -ある愛の軌跡-』で初舞台を踏み、同年5月10日[2]に宙組へ配属。
  - 芸名の由来は「百も千も織りなす事の出来る真っ直ぐな糸の様に」とのこと。
  - 同期には蘭乃はな（元花組トップ娘役）、すみれ乃麗、真風涼帆、彩凪翔、月野姫花などがいる。
- 2010年、CD「Tribute to STUDIO GIBRI」のメンバーに選抜される。ソロでは「テルーの唄」をカバー。
- 同年、『誰がために鐘は鳴る』第1幕第12場 マリアの町 で祭りの歌手に抜擢され、「Con el Vito」を歌う。
- 2011年、第5回「マグノリア・コンサート・ドゥ・タカラヅカ」出演。共演は七瀬りりこ。
- 同年、「NICE GUY!!」にてエトワールに抜擢された。
- 2012年7月1日[2]、『華やかなりし日々』／『クライマックス –Cry−Max–』の東京公演千秋楽をもって、宝塚歌劇団を退団。
  - 「クライマックス -Cry Max-」では、同じく退団する風莉じん、花露すみかと共にエトワールを務める。

## 主な出演

### 宝塚歌劇団所属時代
- 2006年3月、『NEVER SAY GOODBYE』（初舞台）
- 2006年11月、『維新回天・竜馬伝! -硬派・坂本竜馬Ⅲ-』／『ザ・クラシック -I Love Chopin-』
- 2007年3月、『A/L（アール） -怪盗ルパンの青春-』（ドラマシティ・中日劇場）ジゼル・ミクー
- 2007年6月、『バレンシアの熱い花』／『宙 FANTASISTA!』
- 2007年11月、『THE SECOND LIFE』（バウ）
- 2008年2月、『黎明の風』／『Passion 愛の旅』
- 2008年7月、『雨に唄えば』（ドラマシティ）
- 2008年9月、『Paradise Prince』／『ダンシング・フォー・ユー』新人公演：アン（本役：純矢ちとせ）
- 2009年2月、『外伝ベルサイユのばら -アンドレ編-』／『ダンシング・フォー・ユー』（中日劇場）マリーズ（子供時代）
- 2009年4月、『薔薇に降る雨』／『Amour それは…』新人公演：公爵夫人（本役：彩苑ゆき）
- 2009年8月、『大江山花伝 -燃えつきてこそ-』／『Apasionado!!』（博多座）少女時代の藤子
- 2009年11月、『カサブランカ』
- 2010年3月、『Je chante -終りなき喝采-』（バウ）シャルル（少年時代）
- 2010年5月、『TRAFALGAR -ネルソン、その愛と軌跡-』／『ファンキー・サンシャイン』新人公演：ジュゼッピーナ・グラッシーニ（本役：純矢ちとせ）
- 2010年9月、蘭寿とむコンサート『"R"ising!!』（バウ・昭和女子大学人見記念講堂）
- 2010年11月、『誰がために鐘は鳴る』祭りの歌手、新人公演：ルチア（本役：すみれ乃麗）
- 2011年3月、『ヴァレンチノ』（ドラマシティ）
- 2011年5月、『美しき生涯 -石田三成 永遠（とわ）の愛と義-』／『ルナロッサ -夜に惑う旅人-』新人公演：おね（北の政所）／高台院（本役：美穂圭子）
- 2011年8月、『ヴァレンチノ』（日本青年館）
- 2011年11月、『クラシコ・イタリアーノ -最高の男の仕立て方-』／『NICE GUY!! -その男、Yによる法則-』新人公演：ロナルド・トレイシー（本役：鳳樹いち）　＊エトワール
- 2012年1月、『ロバート・キャパ 魂の記録』（ドラマシティ・日本青年館）質屋の女房
- 2012年4月、『華やかなりし日々』／『クライマックス －Cry-Max－』サリー・ヤング

### 宝塚歌劇団退団後
- 2015年6月、ミュージカル『エリザベート』（帝国劇場）
- 2016年6月、ミュージカル『エリザベート』（帝国劇場 ほか）